# 국도 제93호선 (아이슬란드)

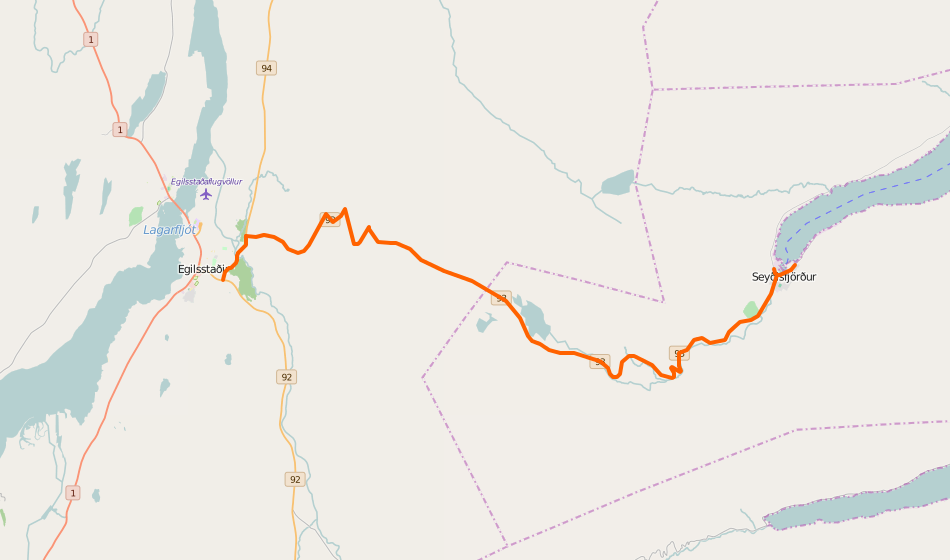
아이슬란드 93번 국도의 실제 선형

국도 제93호선(Route 93, 아이슬란드어: Þjóðvegur 93) 또는 세이디스피르자르베글(Seyðisfjarðarvegur)은 아이슬란드의 외이스튀를란드를 종단하는 일반 국도이다. 그래서 에이일스스타디르와 세이디스피외르뒤르를 서로 연결되는 노선이다. 특히 세이디스피르외르에서는 덴마크까지 연결시킬 수 있는 연락선이 운항하게 되는 특색을 가지고 있어, 지정학적상 중요한 위치로 설정되어 있는 것으로 알려져 왔다.